# Cabinet Vieusseux
Pour les articles homonymes, voir Vieusseux.
Le cabinet Vieusseux ou, en italien, Gabinetto scientifico-letterario G. P. Vieusseux a été fondé en 1819 à Florence par Giovan Pietro Vieusseux  (Oneglia, 1779 – Florence, 1863), banquier et éditeur d'origine genevoise.
Il devient au XIXe siècle le point de rencontre entre la culture italienne et européenne. Bibliothèque, centre d'archivage historique, cabinet de restauration, centre romantique, il est hébergé au Palais Strozzi et la publication de sa revue Nuova Antologia est aujourd'hui assurée par la Fondazione Spadolini Nuova Antologia.
Il a été dirigé en 1929 par Eugenio Montale. Il est présidé de 2012 à 2016 par Giuliano da Empoli.
En 1981, l'écrivaine Dolores Prato confie une partie de ses manuscrits et documents au  Gabinetto Vieusseux.

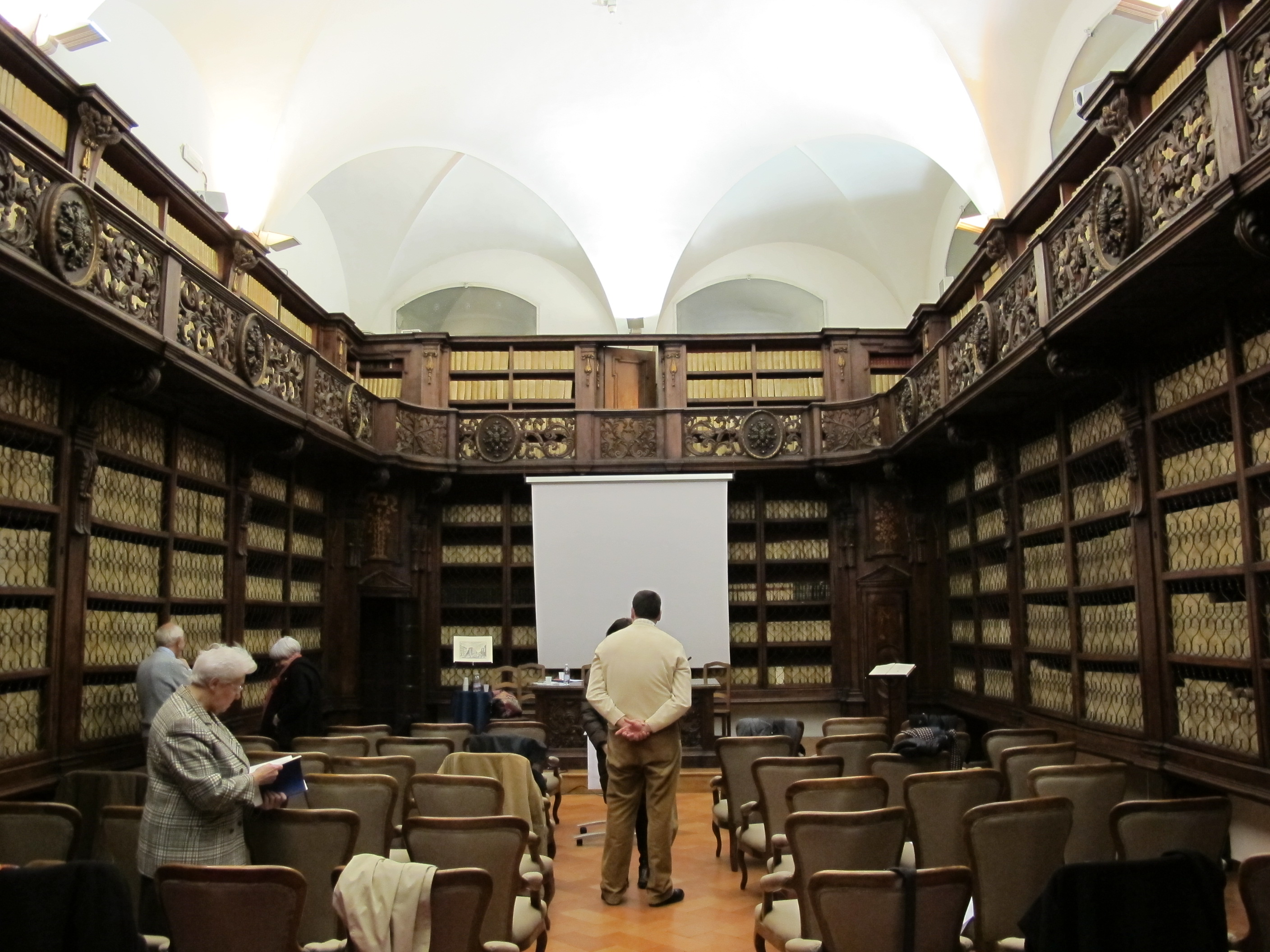
Salle du cabinet Vieusseux.
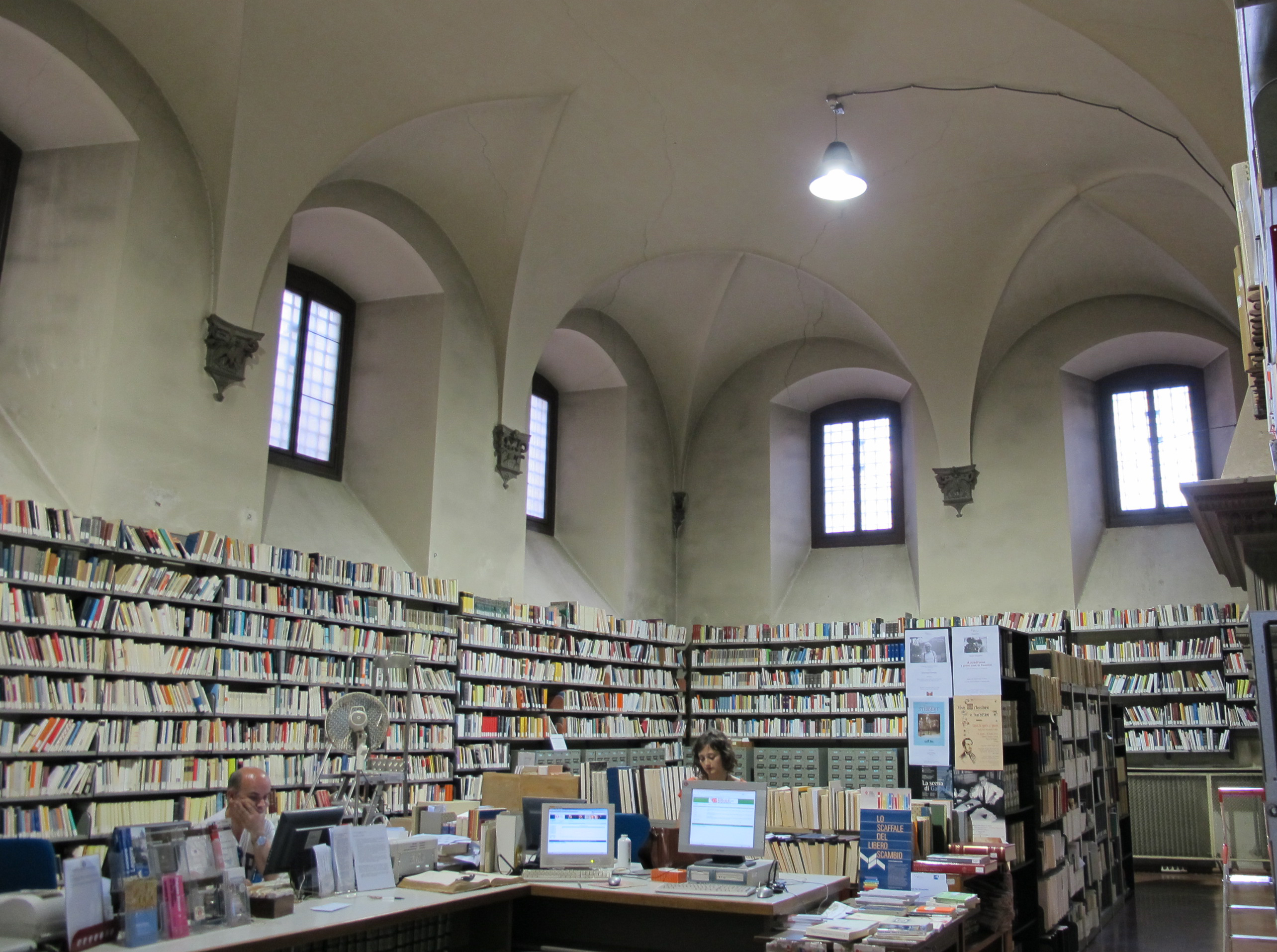
La bibliothèque.